# Premio Literario Lambda de Ficción Lésbica
El Premio Literario Lambda de Ficción Lésbica es un galardón literario anual que otorga la Fundación Literaria Lambda a una obra de ficción sobre temas lésbicos. Dado que el premio se concede en función de los temas tratados en la obra, y no de la sexualidad o el género del autor, también pueden ser nominados o ganar el premio personas heterosexuales.

## Galardonadas
| Año  | Autoría                                                  | Título                                         | Resultado           |
| ---- | -------------------------------------------------------- | ---------------------------------------------- | ------------------- |
| 1989 | Dorothy Allison                                          | Trash: Short Stories                           | Ganadora            |
| 1989 | Sarah Schulman                                           | After Delores                                  | Finalistas          |
| 1989 | Rita Mae Brown                                           | Bingo                                          | Finalistas          |
| 1989 | Jan Clausen                                              | The Prosperine Papers                          | Finalistas          |
| 1989 | Camarin Grae                                             | The Secret in the Bird                         | Finalistas          |
| 1990 | Nisa Donnelly                                            | The Bar Stories: A Novel After All             | Ganadora            |
| 1990 | Jane Rule                                                | After the Fire                                 | Finalistas          |
| 1990 | May Sarton                                               | Education of Harriet Hatfield                  | Finalistas          |
| 1990 | Shay Youngblood                                          | The Big Mama Stories                           | Finalistas          |
| 1990 | Valerie Miner                                            | Trespassing and Other Stories                  | Finalistas          |
| 1991 | Paula Martinac                                           | Out of Time                                    | Ganadora            |
| 1991 | Jane DeLynn                                              | Don Juan in the Village                        | Finalistas          |
| 1991 | Anna Livia                                               | Incidents Involving Mirth                      | Finalistas          |
| 1991 | Melanie Kaye/Kantrowitz                                  | My Jewish Face                                 | Finalistas          |
| 1991 | Sarah Schulman                                           | People in Trouble                              | Finalistas          |
| 1992 | Jewelle Gomez                                            | 'The Gilda Stories                             | Ganadora (ex aequo) |
| 1992 | Blanche McCrary Boyd                                     | The Revolution of Little Girls                 | Ganadora (ex aequo) |
| 1992 | Diane Salvatore                                          | Benediction                                    | Finalistas          |
| 1992 | Judith McDaniel                                          | Just Say Yes                                   | Finalistas          |
| 1992 | Anna Livia                                               | Minimax                                        | Finalistas          |
| 1993 | Judith Katz                                              | Running Fiercely Toward a High Thin Sound      | Ganadora            |
| 1993 | Carol Anshaw                                             | Aquamarine                                     | Finalistas          |
| 1993 | Sarah Schulman                                           | Empathy                                        | Finalistas          |
| 1993 | Madelyn Arnold                                           | On Ships at Sea                                | Finalistas          |
| 1993 | Rebecca Brown                                            | The Terrible Girls                             | Finalistas          |
| 1994 | Jeanette Winterson                                       | Written on the Body                            | Ganadora            |
| 1994 | Paula Martinac                                           | Home Movies                                    | Finalistas          |
| 1994 | Jenifer Levin                                            | Sea of Light                                   | Finalistas          |
| 1994 | Leslie Feinberg                                          | Stone Butch Blues                              | Finalistas          |
| 1994 | Joan Nestle y Naomi Holoch                               | Women on Women 2                               | Finalistas          |
| 1995 | Rebecca Brown                                            | The Gifts of the Body                          | Ganadora            |
| 1995 | Eileen Myles                                             | Chelsea Girls                                  | Finalistas          |
| 1995 | Heather Lewis                                            | House Rules                                    | Finalistas          |
| 1995 | Emma Donoghue                                            | Sir Fry                                        | Finalistas          |
| 1995 | Ellen Galford                                            | The Dyke and the Dybbuk                        | Finalistas          |
| 1996 | Jacqueline Woodson                                       | Autobiography of a Family Photo                | Ganadora            |
| 1996 | Louise Blum                                              | Amnesty                                        | Finalistas          |
| 1996 | Stephanie Grant                                          | Passion of Alice                               | Finalistas          |
| 1996 | Sarah Schulman                                           | Rat Bohemia                                    | Finalistas          |
| 1996 | Lucy Jane Bledsoe                                        | Sweat                                          | Finalistas          |
| 1997 | Achy Obejas                                              | Memory Mambo                                   | Ganadora            |
| 1997 | Barbara Wilson                                           | If You Had a Family                            | Finalistas          |
| 1997 | Carol Anshaw                                             | Seven Moves                                    | Finalistas          |
| 1997 | Sarah Van Arsdale                                        | Toward Amnesia                                 | Finalistas          |
| 1997 | Rebecca Brown                                            | What Keeps Me Here                             | Finalistas          |
| 1998 | Elana Dykewomon                                          | Beyond the Pale                                | Ganadora            |
| 1998 | Frankie Hucklenbroich                                    | A Crystal Diary                                | Finalistas          |
| 1998 | Ruthann Robson                                           | A/K/A                                          | Finalistas          |
| 1998 | Persimmon Blackbridge                                    | Prozac Highway                                 | Finalistas          |
| 1998 | Blanche McCrary Boyd                                     | Terminal Velocity                              | Finalistas          |
| 1999 | Dorothy Allison                                          | Cavedweller                                    | Ganadora            |
| 1999 | Sarah Schulman                                           | Shimmer                                        | Finalistas          |
| 1999 | Sharon Bridgforth                                        | the bull-jean stories                          | Finalistas          |
| 1999 | Rebecca Brown                                            | The Dogs                                       | Finalistas          |
| 1999 | Erika López                                              | They Call Me Mad Dog                           | Finalistas          |
| 2000 | Sarah Waters                                             | 'El lustre de la perla                         | Ganadora            |
| 2000 | Anna Livia                                               | Bruised Fruit                                  | Finalistas          |
| 2000 | Barbara Wilson                                           | Salt Water and Other Stories                   | Finalistas          |
| 2000 | Terri de la Pena                                         | Faults                                         | Finalistas          |
| 2000 | Elizabeth Stark                                          | Shy Girl                                       | Finalistas          |
| 2001 | Michelle Tea                                             | Valencia                                       | Ganadora            |
| 2001 | Sarah Waters                                             | Affinity                                       | Finalistas          |
| 2001 | Shay Youngblood                                          | Black Girl in Paris                            | Finalistas          |
| 2001 | Stacey D'Erasmo                                          | Tea                                            | Finalistas          |
| 2001 | Jeanette Winterson                                       | The Powerbook                                  | Finalistas          |
| 2002 | Achy Obejas                                              | Days of Awe                                    | Ganadora            |
| 2002 | Erika López                                              | Hoochie Mama: The Other White Meat             | Finalistas          |
| 2002 | Ann Wadsworth                                            | Light, Coming Back                             | Finalistas          |
| 2002 | Sylvia Brownrigg                                         | Pages for You                                  | Finalistas          |
| 2002 | Alexandra Grilikhes                                      | Yin Fire                                       | Finalistas          |
| 2003 | Sarah Waters                                             | Falsa identidad                                | Ganadora            |
| 2003 | Lynn Breedlove                                           | Godspeed                                       | Finalistas          |
| 2003 | Carol Anshaw                                             | Lucky in the Corner                            | Finalistas          |
| 2003 | Nicola Griffith                                          | Stay                                           | Finalistas          |
| 2003 | Lydia Kwa                                                | This Place Called Absence                      | Finalistas          |
| 2004 | Nina Revoyr                                              | Southland                                      | Ganadora            |
| 2004 | Susan J. Leonardi                                        | And Then They Were Nuns                        | Finalistas          |
| 2004 | Ann-Marie MacDonald                                      | The Way the Crow Flies                         | Finalistas          |
| 2004 | Lucy Jane Bledsoe                                        | This Wild Silence                              | Finalistas          |
| 2004 | Carla Trujillo                                           | What Night Brings                              | Finalistas          |
| 2005 | Stacey D'Erasmo                                          | A Seahorse Year                                | Ganadora            |
| 2005 | Valerie Miner                                            | Abundant Light                                 | Finalistas          |
| 2005 | Emma Donoghue                                            | Life Mask                                      | Finalistas          |
| 2005 | Maggie Dubris                                            | Skels                                          | Finalistas          |
| 2005 | Susan Stinson                                            | Venus of Chalk                                 | Finalistas          |
| 2006 | Abha Dawesar                                             | Babyji                                         | Ganadora            |
| 2006 | Jeanette Winterson                                       | Lighthousekeeping                              | Finalistas          |
| 2006 | Aren X. Tulchinsky                                       | The Five Books of Moses Lapinsky               | Finalistas          |
| 2006 | Helen Humphreys                                          | Wild Dogs                                      | Finalistas          |
| 2006 | Lauren Sanders                                           | With or Without You                            | Finalistas          |
| 2007 | Sarah Waters                                             | The Night Watch                                | Ganadora            |
| 2007 | Sheila Ortiz Taylor                                      | Outrageous                                     | Finalistas          |
| 2007 | J. D. Glass                                              | Punk Like Me                                   | Finalistas          |
| 2007 | Michelle Tea                                             | Rose of No Man's Land                          | Finalistas          |
| 2007 | Leslie Larson                                            | Slipstream                                     | Finalistas          |
| 2008 | Ali Liebegott                                            | The IHOP Papers                                | Ganadora            |
| 2008 | Lucy Jane Bledsoe                                        | Biting the Apple                               | Finalistas          |
| 2008 | Mari SanGiovanni                                         | Greetings from Jamaica                         | Finalistas          |
| 2008 | Sarah Schulman                                           | The Child                                      | Finalistas          |
| 2008 | Julia Watts                                              | The Kind of Girl I Am                          | Finalistas          |
| 2008 | Jess Wells                                               | The Mandrake Broom                             | Finalistas          |
| 2009 | Chandra Mayor                                            | All the Pretty Girls                           | Ganadora (ex aequo) |
| 2009 | Emma Donoghue                                            | The Sealed Letter                              | Ganadora (ex aequo) |
| 2009 | Ruth Perkinson                                           | Breaking Spirit Bridge                         | Finalistas          |
| 2009 | Stephanie Grant                                          | Map of Ireland                                 | Finalistas          |
| 2009 | Ivan Coyote                                              | The Slow Fix                                   | Finalistas          |
| 2010 | Jill Malone                                              | A Field Guide to Deception                     | Ganadora            |
| 2010 | Jennifer McMahon                                         | Dismantled                                     | Finalistas          |
| 2010 | Emma Pérez                                               | Forgetting the Alamo, or, Blood Memory         | Finalistas          |
| 2010 | Elana Dykewomon                                          | Risk                                           | Finalistas          |
| 2010 | Nairne Holtz                                             | This One's Going to Last Forever               | Finalistas          |
| 2011 | Eileen Myles                                             | Inferno (a poet's novel)                       | Ganadora            |
| 2011 | Lucy Jane Bledsoe                                        | Big Bang Symphony                              | Finalistas          |
| 2011 | Zelda Lockhart                                           | Fifth Born II: The Hundredth Turtle            | Finalistas          |
| 2011 | Zoe Whittall                                             | Holding Still for as Long as Possible          | Finalistas          |
| 2011 | Carol Guess                                              | Homeschooling                                  | Finalistas          |
| 2012 | Farzana Doctor                                           | Six Metres of Pavement                         | Ganadora            |
| 2012 | Kristyn Dunnion                                          | The Dirt Chronicles                            | Finalistas          |
| 2012 | Shannon Cain                                             | The Necessity of Certain Behaviors             | Finalistas          |
| 2012 | Hillary Jordan                                           | When She Woke                                  | Finalistas          |
| 2012 | Nina Revoyr                                              | Wingshooters                                   | Finalistas          |
| 2013 | Thrity Umrigar                                           | The World We Found                             | Ganadora            |
| 2013 | Carol Anshaw                                             | Carry the One                                  | Finalistas          |
| 2013 | Ellis Avery                                              | The Last Nude                                  | Finalistas          |
| 2013 | Jesse Blackadder                                         | The Raven's Heart                              | Finalistas          |
| 2013 | B. K. Loren                                              | Theft                                          | Finalistas          |
| 2013 | Catherine Jones                                          | Wonder Girls                                   | Finalistas          |
| 2014 | Chinelo Okparanta                                        | 'Happiness, Like Water                         | Ganadora            |
| 2014 | T. Greenwood                                             | Bodies of Water                                | Finalistas          |
| 2014 | Ali Liebegott                                            | Cha-Ching!                                     | Finalistas          |
| 2014 | Christiana Harrell                                       | Cream                                          | Finalistas          |
| 2014 | e.E. Charlton-Trujillo                                   | Fat Angie                                      | Finalistas          |
| 2014 | Kate Worsley                                             | She Rises                                      | Finalistas          |
| 2014 | Jean Ryan                                                | Survival Skills                                | Finalistas          |
| 2014 | Chavisa Woods                                            | The Albino Album                               | Finalistas          |
| 2014 | Jeanette Winterson                                       | The Daylight Gate                              | Finalistas          |
| 2014 | Wally Lamb                                               | We Are Water                                   | Finalistas          |
| 2015 | Alexis De Veaux                                          | Yabo                                           | Ganadora            |
| 2015 | Ann-Marie MacDonald                                      | Adult Onset                                    | Finalistas          |
| 2015 | Qiu Miaojin                                              | Last Words of Montmartre                       | Finalistas          |
| 2015 | Francine Prose                                           | Lovers at the Chameleon Club, Paris 1932       | Finalistas          |
| 2015 | M. B. Caschetta                                          | Miracle Girls                                  | Finalistas          |
| 2015 | Shelly Oria                                              | New York 1, Tel Aviv 0                         | Finalistas          |
| 2015 | Brandy T. Wilson                                         | The Palace Blues                               | Finalistas          |
| 2015 | Sarah Waters                                             | The Paying Guests                              | Finalistas          |
| 2016 | Chinelo Okparanta                                        | Under the Udala Trees                          | Ganadora            |
| 2016 | Virginie Despentes                                       | Apocalypse Baby                                | Finalistas          |
| 2016 | Mecca Jamilah Sullivan                                   | Blue Talk and Love                             | Finalistas          |
| 2016 | LaShonda Katrice Barnett                                 | Jam on the Vine                                | Finalistas          |
| 2016 | Debra Busman                                             | Like a Woman                                   | Finalistas          |
| 2016 | Tiya Miles                                               | The Cherokee Rose                              | Finalistas          |
| 2016 | Miranda July                                             | The First Bad Man                              | Finalistas          |
| 2016 | Violette Leduc                                           | Thérèse and Isabelle                           | Finalistas          |
| 2017 | Nicole Dennis-Benn                                       | Here Comes the Sun                             | Ganadora            |
| 2017 | Lucy Jane Bledsoe                                        | A Thin Bright Line                             | Finalistas          |
| 2017 | Jacqueline Woodson                                       | Another Brooklyn                               | Finalistas          |
| 2017 | Kathy Anderson                                           | Bull & Other Stories                           | Finalistas          |
| 2017 | M. B. Caschetta                                          | Pretend I'm Your Friend                        | Finalistas          |
| 2017 | Lynda A. Archer                                          | Tears in the Grass                             | Finalistas          |
| 2017 | Lynn C. Miller                                           | The Day After Death                            | Finalistas          |
| 2017 | Cathleen Schine                                          | They May Not Mean To, But They Do              | Finalistas          |
| 2018 | Carmen Maria Machado                                     | Her Body and Other Parties                     | Ganadora            |
| 2018 | Roxane Gay                                               | Difficult Women                                | Finalistas          |
| 2018 | S. J. Sindu                                              | Marriage of a Thousand Lies                    | Finalistas          |
| 2018 | Anne Garréta                                             | Not One Day                                    | Finalistas          |
| 2018 | Leona Beasley                                            | Something Better than Home                     | Finalistas          |
| 2018 | Patricia A. Smith                                        | The Year of Needy Girls                        | Finalistas          |
| 2018 | Chavisa Woods                                            | Things to Do When You're Goth in the Country   | Finalistas          |
| 2018 | Ariel Gore                                               | We Were Witches                                | Finalistas          |
| 2019 | Larissa Lai                                              | The Tiger Flu                                  | Ganadora            |
| 2019 | Trifonia Melibea Obono con Lawrence Schimel (traducción) | La bastarda                                    | Finalistas          |
| 2019 | Sarah Schulman                                           | Maggie Terry                                   | Finalistas          |
| 2019 | Genevieve Hudson                                         | Pretend We Live Here                           | Finalistas          |
| 2019 | Amber Dawn                                               | Sodom Road Exit                                | Finalistas          |
| 2019 | Lucy Jane Bledsoe                                        | The Evolution of Love                          | Finalistas          |
| 2019 | Nona Caspers                                             | The Fifth Woman                                | Finalistas          |
| 2019 | Krystal A. Smith                                         | Two Moons                                      | Finalistas          |
| 2020 | Nicole Dennis-Benn                                       | Patsy                                          | Ganadora            |
| 2020 | Janice Gould                                             | A Generous Spirit: Selected Work by Beth Brant | Finalistas          |
| 2020 | Mathangi Subramanian                                     | A People's History of Heaven                   | Finalistas          |
| 2020 | Carolina De Robertis                                     | Cantoras                                       | Finalistas          |
| 2020 | Kristen Arnett                                           | Mostly Dead Things                             | Finalistas          |
| 2020 | Shannon Pufahl                                           | On Swift Horses                                | Finalistas          |
| 2020 | Jacqueline Woodson                                       | Red at the Bone                                | Finalistas          |
| 2020 | Madeline Ffitch                                          | Stay and Fight                                 | Finalistas          |
| 2021 | Julián Delgado Lopera                                    | Fiebre Tropical                                | Ganadora            |
| 2021 | K-Ming Chang                                             | Bestiary                                       | Finalistas          |
| 2021 | Francesca Ekwuyasi                                       | Butter Honey Pig Bread                         | Finalistas          |
| 2021 | Jennifer Steil                                           | Exile Music                                    | Finalistas          |
| 2021 | Jean Kyoung Frazier                                      | Pizza Girl                                     | Finalistas          |
| 2022 | Mia McKenzie                                             | Skye Falling                                   | Ganadora            |
| 2022 | Lauren Groff                                             | Matrix                                         | Finalistas          |
| 2022 | Kirstin Valdez Quade                                     | The Five Wounds                                | Finalistas          |
| 2022 | Venita Blackburn                                         | How to Wrestle a Girl                          | Finalistas          |
| 2022 | Kristen Arnett                                           | With Teeth                                     | Finalistas          |
| 2023 | K-Ming Chang                                             | Gods of Want                                   | Ganadora            |
| 2023 | Leila Mottley                                            | Nightcrawling                                  | Finalistas          |
| 2023 | Mecca Jamilah Sullivan                                   | Big Girl                                       | Finalistas          |
| 2023 | Julia Armfield                                           | Our Wives Under the Sea                        | Finalistas          |
| 2023 | Mónica Ojeda con Sarah Booker (traducción)               | Jawbone                                        | Finalistas          |
| 2024 | Catherine Lacey                                          | Biography of X                                 | Ganadora            |
| 2024 | Jen Beagin                                               | Big Swiss                                      | Finalistas          |
| 2024 | K-Ming Chang                                             | Organ Meats                                    | Finalistas          |
| 2024 | C. E. McGill                                             | Our Hideous Progeny                            | Finalistas          |
| 2024 | Helen Elaine Lee                                         | Pomegranate                                    | Finalistas          |